# I dödens väntrum (antologi)
I dödens väntrum är en antologi med reportage av den svenske frilansjournalisten Christer Berglund.  Den innehåller ett urval av reportage skrivna i litterär stil, så kallad New Journalism. Utkom på Bokförlaget Atlas våren 2007.